# Mirza Masood
Mirza Nasir-ud-din Masood (23. studenog 1908. — 19. rujna 1991.) je bivši indijski hokejaš na travi. 
Osvojio je zlatno odličje na hokejaškom turniru na Olimpijskim igrama 1936. u Berlinu igrajući za Britansku Indiju. Odigrao je 1 susret. Igrao je na mjestu veznog igrača.

## Vanjske poveznice
- Profil na Database Olympics